# Національні парки Тайваню

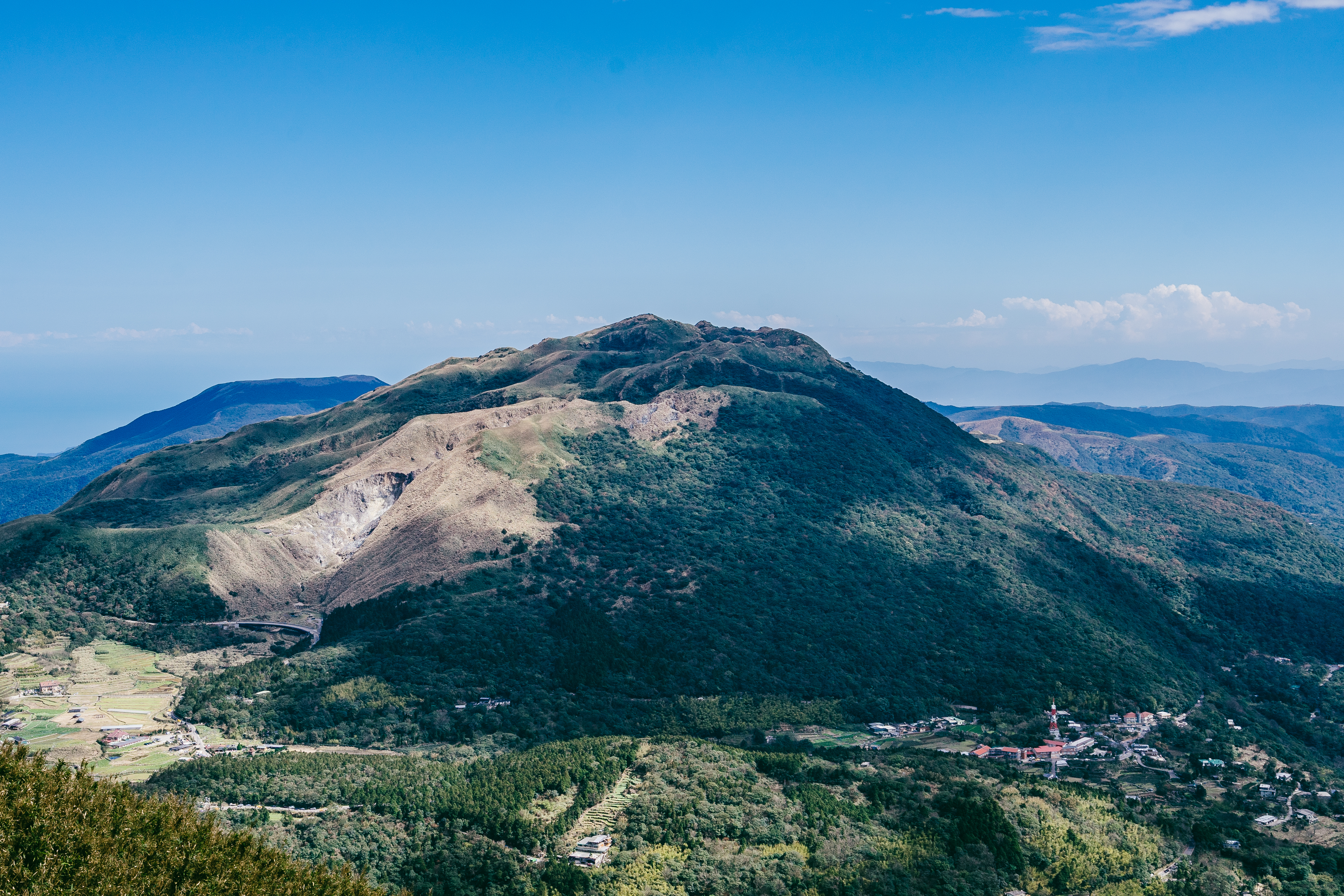
Національний парк Янміншань

Національні парки Тайваню є охоронюваними територіями природи, дикої природи та історії під їх поточною юрисдикцією. На даний момент у Тайвані дев'ять національних парків, усі підпорядковані Міністерству внутрішніх справ. Ці національні парки займають 7 489,49 квадратного кілометра (2 891,71 миля2). 3 103,76-квадратного-кілометра (1 198,37 миля2) загальна площа суходолу становить близько 8,6 % всієї території країни.
Перші національні парки були призначені для створення в 1937 році, коли Тайвань перебував під владою Японії, хоча формально ними ніколи не керували. Після Другої світової війни заклики до захисту природного середовища зустріли спротив через пріоритетність економічного розвитку. Закон про національний парк був прийнятий у 1972 році, а перший національний парк був створений у 1984 році.
Національні парки не слід плутати з національними мальовничими районами. Національні мальовничі території перебувають у віданні Бюро туризму Міністерства транспорту та зв'язку. Існують також різні філософії, які керують розвитком двох типів територій. Для національного парку наголос робиться на збереженні природних і культурних ресурсів, а розвиток для використання людиною є другорядним пріоритетом.

## Історія
Перші national parks (яп. 國立公園, Kokuritsu Kōen) на Тайвані були заплановані 27 грудня 1937 року генерал-губернатором Seizō Kobayashi (яп. 小林躋造). Це було, коли Тайвань перебував під владою Японії, тому три національні парки мали стати національними парками Японської імперії.
| Назва                             | Японська           | Тайванська                           | Сьогоднішній еквівалент                                        |
| --------------------------------- | ------------------ | ------------------------------------ | -------------------------------------------------------------- |
| Національний парк Дайтон          | 大屯國立公園       | Toā-tūn Kok-li̍p Kong-hn̂g             | Національний парк Янміншань                                    |
| Національний парк Нітака-Арісан   | 新高阿里山國立公園 | Sin-ko A-lí-san Kok-li̍p Kong-hn̂g     | Національний парк Юйшань і Національна мальовнича зона Алішань |
| Національний парк Цугітака-Тароко | 次高タロコ國立公園 | Chhù-ko Thài-ló͘-koh Kok-li̍p Kong-hn̂g | Національний парк Тароко і Національний парк Шейпа             |

Правова основа для цих національних парків більше не була чинною, коли Японія вийшла з Тайваню в 1945 році після Другої світової війни. Однак ці заплановані національні парки лягли в основу подальшого створення національних парків.

## Сучасні національні парки Тайваню
Зараз на Тайвані дев'ять національних парків. Існує також один національний природний парк, який призначений для територій з меншими ресурсами порівняно з повним національним парком.
| Назва                                      | Китайська             | Мандаринська                         | Тайванська                            | Хакка                                    | Дата              | Площа                                                               | Опис | Зображення |
| ------------------------------------------ | --------------------- | ------------------------------------ | ------------------------------------- | ---------------------------------------- | ----------------- | ------------------------------------------------------------------- | --- | ---------- |
| Національний парк Кеньдін                  | 墾丁國家公園          | Kěndīng Guójiā Gōngyuán              | Khún-teng Kok-ka Kong-hn̂g             | Khén-tên Koet-kâ Kûng-yèn                | Січень 1, 1984    | 332,90 км2 (82 261,4 акра), 180.84 км2 суходолу, та 152.06 км2 води | Розташований на південній частині Тайваню, це також найстаріший національний парк на Тайвані (повіт Піндун). Кеньдін відомий своїми тропічними кораловими рифами та перелітними птахами. |            |
| Національний парк Юйшань                   | 玉山國家公園          | Yùshān Guójiā Gōngyuán               | Gio̍k-san Kok-ka Kong-hn̂g              | Ngiu̍k-sân Koet-kâ Kûng-yèn               | Квітень 6, 1985   | 1 031,21 км2 (254 817,5 акра)                                       | Найбільший національний парк Тайваню, розташований в центральній частині острова. Його названо на честь гори Юйшань (Юйшань буквально означає «Нефритова гора»), яка є найвищою вершиною у Східній Азії заввишки 3,952 метри. |            |
| Національний парк Янміншань                | 陽明山國家公園        | Yángmíngshān Guójiā Gōngyuán         | Iûⁿ-bêng-soaⁿ Kok-ka Kong-hn̂g         | Yòng-mìn-sân Koet-kâ Kûng-yèn            | Вересень 16, 1985 | 113,38 км2 (28 016,8 акра)                                          | Найпівнічніший національний парк на острові Тайвань; має вулканічну форму рельєфу. Янміншань відомий своїми гарячими джерелами та геотермальним явищем. Щовесни Янміншань також має сліпучий сезон квітів. Розташована частково в Тайбеї і частково в Новому Тайбеї. |            |
| Національний парк Тароко                   | 太魯閣國家公園        | Tàilǔgé Guójiā Gōngyuán              | Thài-ló͘-koh Kok-ka Kong-hn̂g           | Thai-lû-kok Koet-kâ Kûng-yèn             | Листопад 28, 1986 | 920 км2 (227 337,0 акра)                                            | Чудова мармурова ущелина, прорізана річкою Ліу, створюючи один із найдивовижніших пейзажів у світі. Це також дім корінного населення народу тароко. Тароко розташований на сході Тайваню. |            |
| Національний парк Шейпа                    | 雪霸國家公園          | Xuěbà Guójiā Gōngyuán                | Soat-pà Kok-ka Kong-hn̂g               | Siet-pa Koet-kâ Kûng-yèn                 | Липень 1, 1992    | 768,5 км2 (189 900,5 акра)                                          | Розташований в північній центральній частині острова Тайвань, в повітах Сіньчжу і Мяолі. Він охоплює Сюешань (Сніжну гору), другу за висотою гору Тайваню та Східної Азії, і гору Дабадзянь. |            |
| Національний парк Цзіньмень                | 金門國家公園          | Jīnmén Guójiā Gōngyuán               | Kim-mn̂g Kok-ka Kong-hn̂g               | Kîm-mùn Koet-kâ Kûng-yèn                 | Жовтень 18, 1995  | 35,29 км2 (8 720,3 акра)                                            | Розташований на острові недалеко від узбережжя континентального Китаю, він включає відомі історичні поля битв у Цзіньмені. Він також відомий своєю водно-болотною екосистемою та традиційними фуцзянськими будівлями, які сягають часів Династія Мін. |            |
| Національний парк Атол Донгша              | 東沙環礁國家公園      | Dōngshā Huánjiāo Guójiā Gōngyuán     | Tang-soa Khoân-ta Kok-ka Kong-hn̂g     | Tûng-sâ Fàn-chiâu Koet-kâ Kûng-yèn       | Жовтень 4, 2007   | 3 536,68 км2 (873 932,7 акра), включаючи 1.79 км2 суходолу          | Перший морський національний парк Тайваню. Атол і прилеглі води забезпечують багате біорізноманіття морського життя риб, медуз, кальмарів, Лимонної акули гострозубої, та скатів до морських черепах, дюгонів, та китоподібними (дельфінів і китів). Через сувору політику охорони наразі він не відкритий для громадського туризму.                                            |            |
| Національний парк Тайцзян                  | 臺江國家公園          | Táijiāng Guójiā Gōngyuán             | Tâi-kang Kok-ka Kong-hn̂g              | Thòi-kông Koet-kâ Kûng-yèn               | Грудень 28, 2009  | 393,1 км2 (97 137,1 акра), 49.05 км2 суходолу, та 344.05 км2 води   | Розташований на південному заході Тайваню на узбережжі Тайнаню. Припливно-відливний ландшафт парку є однією з його найбільш характерних рис. Близько 200 років тому значна частина парку була частиною внутрішнього моря Тайцзян. У болотах південного Тайваню процвітає велика різноманітність морського життя, включаючи 205 видів молюсків, 240 видів риб і 49 видів крабів. |            |
| Національний морський парк Південний Пенху | 澎湖南方四島 國家公園 | Pénghú Nánfāng Sìdǎo Guójiā Gōngyuán | Phêⁿ-ô͘ Lâm-hong Sù-tó Kok-ka Kong-hn̂g | Phàng-fù Nàm-fông Si-tó Koet-kâ Kûng-yèn | Жовтень 18, 2014  | 358,44 км2 (88 572,5 акра), включаючи 3.70 km2 суходолу             | Розташований на півдні островів Пенху. У морях навколо острівців є великі скупчення коралів акропора, а також різноманіття риб і черепашок, що живуть серед рифів. Острівці також відомі чудовими базальтовими територіями та унікальні будинки з низьким дахом, побудовані ранніми мешканцями з коралового каменю та базальту.                                                 |            |

### Національний природний парк
| Назва                              | Китайська        | Мандаринська                   | Тайванська                       | Хакка                            | Дата             | Площа                    | Зображення |
| ---------------------------------- | ---------------- | ------------------------------ | -------------------------------- | -------------------------------- | ---------------- | ------------------------ | ---------- |
| Національний природний парк Шушань | 壽山國家自然公園 | Shòushān Guójiā Zìrán Gōngyuán | Siū-san Kok-ka Chū-jiân Kong-hn̂g | Su-sân Koet-kâ Chhṳ-yèn Kûng-yèn | 6 грудня 2011 р. | 11,23 км2 (2 775,0 акра) |            |

## Пропоновані національні парки
Було запропоновано ще п'ять національних парків, але плани створення були призупинені через протидію:
- 馬告檜木國家公園 («Національний парк Макауї для Chamaecyparis formosensis», проти якого виступають місцеві корінні жителі)
- 能丹國家公園 («Національний парк Ненг-Дан», проти якого виступає народ бунун)
- 蘭嶼國家公園 («Національний парк Понсо-но-Тао», проти якого виступає народ тао)
- 綠島國家公園 («Національний парк Грін-Айленд», проти якого виступають мешканці)
- 北方三島海洋國家公園 ("Морський національний парк «Три північні острови»)

### Пропонований національний природний парк
Був запропонований ще один національний природний парк, але плани створення були призупинені через спротив:
- 美濃國家自然公園 («Національний природний парк Мейнонг», проти якого виступають деякі жителі)